# Cell Metabolism
Cell Metabolism (abrégé en Cell Metab.) est une revue scientifique à comité de lecture spécialisée dans la recherche sur la biologie métabolisme dans le champ de la biologie cellulaire, de la biologie moléculaire, de la physiologie, et des études translationnelles. Ses archives sont en libre accès 12 mois après publication.
D'après le Journal Citation Reports, le facteur d'impact de ce journal était de 17,565 en 2014. L'actuelle directrice de publication est Nikla Emambokus.